# Leibelbach
Leibelbach ist ein Gemeindeteil der Stadt Herrieden im Landkreis Ansbach (Mittelfranken, Bayern). Leibelbach liegt in der Gemarkung Lammelbach.

## Geografie
Das Dorf liegt am Michelswieser Bach (früher auch Laiblbach genannt), einem rechten Zufluss der Altmühl, ferner am Lindleinsgraben und am Heuberger Mühlbach, die dort rechts in den Michelswieser Bach münden. Es liegt inmitten einer flachhügeligen Ebene, die aus Grünland mit einzelnem Baumbestand und Grünland besteht. Im Nordwesten wird die Flur Unterbichl genannt, im Südosten Lachenfeld und 1 km im Süden Hartfeld.
Die Staatsstraße 2248 führt nach Herrieden (1,5 km nördlich) bzw. nach Limbach (2,8 km südlich). Die Kreisstraße AN 54 führt nach Lammelbach (1,2 km südlich). Eine Gemeindeverbindungsstraße führt nach Sauerbach (1,6 km südöstlich).

## Geschichte
Der Ortsname leitet sich von einem gleichlautenden Gewässernamen ab. Sollte sich das Bestimmungswort des Gewässernamens tatsächlich vom alemannischen Wort „lobel“ (= guter Herr) ableiten, wäre die Gründung des Ortes in karolingischer Zeit (8./9. Jahrhundert) zu datieren.
Im Jahre 1801 gab es in dem Ort sechs Haushalte, die alle dem Hochstift Eichstätt untertan waren.
Mit dem Gemeindeedikt (frühes 19. Jahrhundert) gehörte Leibelbach zur Ruralgemeinde Lammelbach. Im Zuge der Gebietsreform in Bayern wurde diese am 1. Juli 1971 nach Herrieden eingemeindet.

### Baudenkmäler
- Haus Nr. 3: Bildstock, an der Giebelseite des Gebäudes, mit Holzfiguren, Heilige Dreifaltigkeit, Maria Immaculata, von Johann Mutschelle dem Jüngeren, bezeichnet 1731[8]
- In Leibelbach: Kriegerdenkmal, Gusseisenkreuz auf Sandsteinsockel, bezeichnet 1914/18, verändert nach 1945; am Ortsausgang Richtung Lammelbach[8]
- Sandfeld: Wegkreuz, gusseisernes Kruzifix auf Sandsteinsockel, Mitte 19. Jahrhundert; 100 Meter außerhalb an der Straße nach Limbach[8]

### Einwohnerentwicklung
| Jahr      | 001818 | 001840 | 001861 | 001871 | 001885 | 001900 | 001925 | 001950 | 001961 | 001970 | 001987 |
| Einwohner | 46     | 58     | 53     | 55     | 47     | 53     | 52     | 72     | 54     | 53     | 54     |
| Häuser    | 10     | 10     |        |        | 10     | 9      | 10     | 10     | 9      |        | 15     |
| Quelle    | [ 10 ] | [ 11 ] | [ 12 ] | [ 13 ] | [ 14 ] | [ 15 ] | [ 16 ] | [ 17 ] | [ 18 ] | [ 19 ] | [ 1 ]  |

## Religion
Der Ort ist römisch-katholisch geprägt und bis heute nach St. Vitus und Deocar (Herrieden) gepfarrt. Die Einwohner evangelisch-lutherischer Konfession sind nach Christuskirche (Herrieden) gepfarrt.